# Oleksandr Henrichovyč Beljavs'kyj
Oleksandr Henrichovyč Beljavs'kyj (in ucraino Олександр Генріхович Бєлявський?, Alexander Beliavsky nella traslitterazione anglosassone; Leopoli, 17 dicembre 1953) è uno scacchista sloveno di origine sovietica, Grande maestro.
Vinse il campionato del mondo dei giovani nel 1973 a Teesside in Inghilterra con 8 ½ su 11, precedendo gli inglesi Tony Miles e Michael Stean. Nel 1975 ottiene il titolo di Grande maestro.
Vinse quattro volte il Campionato sovietico: nel 1974 (pari con Michail Tal'), nel 1980 (pari con Lev Psachis), nel 1987 (dopo match di spareggio con Valerij Salov) e nel 1990 (pari con Leonid Judasin, Evgenij Bareev e Aleksej Vyžmanavin).
Due volte vincitore del Campionato sloveno (1996 e 2011).
Il suo "peak rating" è stato di 2.710 punti Elo nel luglio del 1997. 

Il suo Elo attuale (luglio 2022) è di 2.505 punti Elo (n. 664 della lista).
Nel 1996 si trasferì in Slovenia e da quell'anno gioca per tale paese in tutte le competizioni.

## Principali risultati di torneo
- 1º al torneo di Vilnius 1968 (a 14 anni), ottiene il titolo di Maestro
- 1º al torneo di Sombor 1972
- 3º al torneo juniores di Groninga 1969, dietro ad Adorjan e Ljubojevic.
- = 2º al torneo di Las Palmas 1974
- 1º al torneo di Kiev 1978
- 1º al torneo di Alicante 1978, con 13/13.
- = 1º al torneo di Baden 1980
- 1º al torneo di Tilburg 1981
- 2º dietro a Garri Kasparov nell'interzonale di Mosca 1982
- = 1º al torneo di Wijk aan Zee 1984
- 1º al torneo di Londra 1985
- 2º nel torneo interzonale di Tunisi 1985
- = 2º a Wijk aan Zee  1985
- 1º al torneo di Tilburg 1986
- = 1º al torneo di Soči 1986
- 1º ai tornei di Monaco e di Amsterdam 1990
- 1º al torneo di Belgrado 1993
- 1º al torneo di Polanica-Zdrój 1996

Si qualificò per il torneo dei candidati nel ciclo 1982-85, perdendo però il match dei quarti di finale del 1983 con Kasparov.
Nel secondo match "URSS contro Resto del Mondo" del 1984 ottenne il punteggio migliore di tutta la squadra sovietica, vincitrice dell'incontro. Vinse 2-0 contro Yasser Seirawan e 1 ½ - ½ contro Bent Larsen.
Nel 1997 a Groninga partecipò ai match dei candidati per determinare lo sfidante di Karpov per il campionato del mondo FIDE.

Vinse con Jan Timman (+1 =1) e con Sergej Rublëvskij (+1 =1), ma poi perse con Nigel Short [+1 –2).

## Risultati alle olimpiadi
Beljavs'kyj ha partecipato a 12 edizioni delle olimpiadi di scacchi (otto volte in prima scacchiera): tre con l'URSS dal 1982 al 1988, una con l'Ucraina nel 1992, sette con la Slovenia dal 1996 al 2008.
Ha giocato 127 partite, realizzando complessivamente +58 =54 –15 (66,9 %). Ha vinto con l'URSS tre medaglie d'oro di squadra e tre di bronzo individuali.

## Compositore di studi
Beljavs'kyj è anche un compositore di studi di prim'ordine: ha composto circa 50 studi, alcuni dei quali assieme a Leopold Mitrofanov, ottenendo sei primi premi in concorsi internazionali.